# غونار أغارد أندرسن
غونار أغارد أندرسن (بالدنماركية: Gunnar Aagaard Andersen)‏ هو فنان ومصمم ورسام ومهندس معماري وكاتب دنماركي، ولد في 14 يوليو 1919، وتوفي في 29 يونيو 1982 في Munkerup ‏ في الدنمارك.